# Kontrbudka

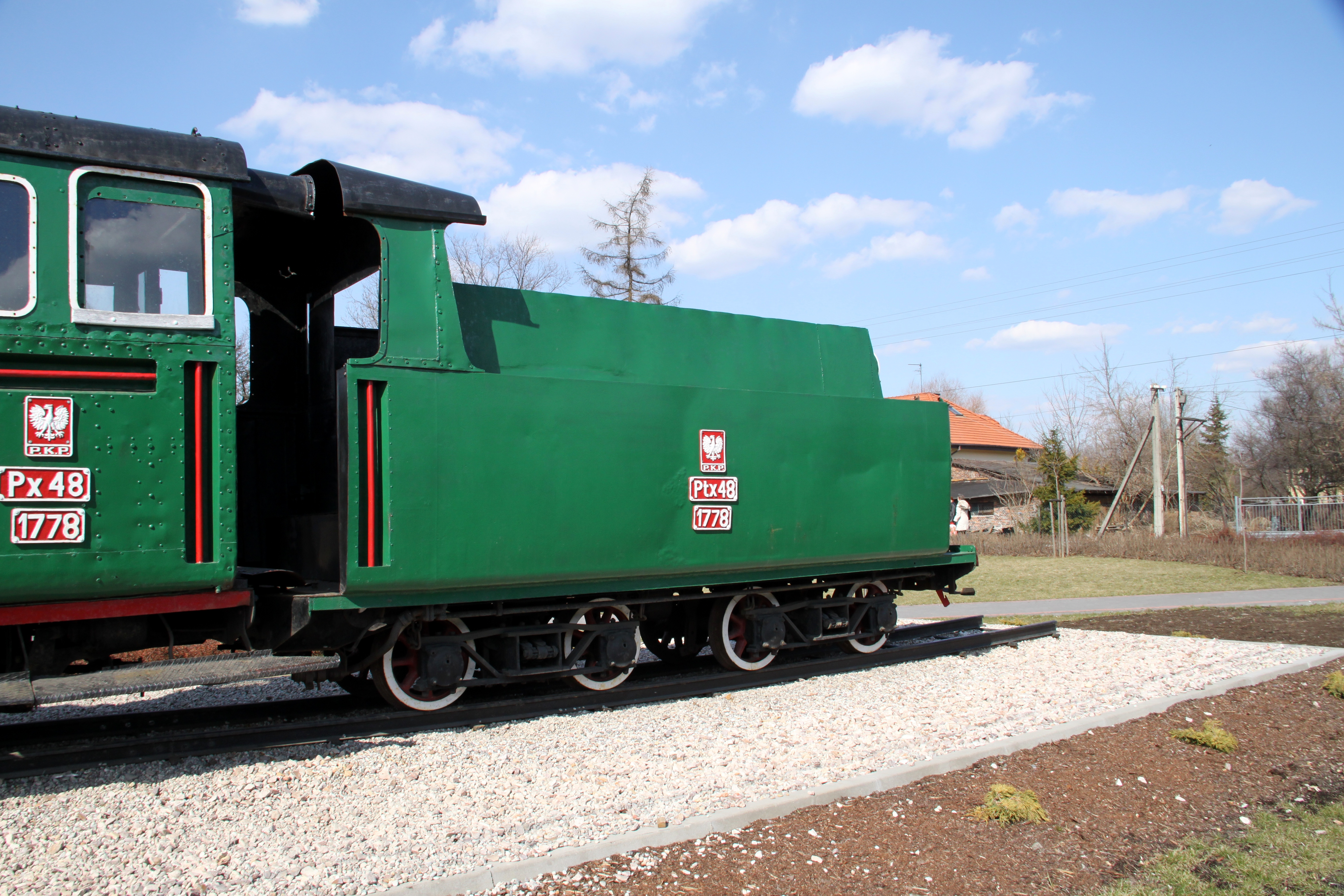
Tender Ptx48 parowozu Px48 z kontrbudką

Kontrbudka – konstrukcja zabudowana na przedniej ścianie niektórych typów tendrów lokomotyw parowych. Konstrukcja ta stanowi powiększenie budki maszynisty lub zapewnienie pełnego zamknięcia miejsca pracy obsługi lokomotywy oraz ochronę obsługi przed warunkami atmosferycznymi, zwłaszcza przy jeździe do tyłu.
Przykładami polskich lokomotyw, których tendry były wyposażone w kontrbudkę są Pm36-2 oraz Px48.